# Sina Hofmann
Sina Hofmann (* 12. März 1996) ist eine Schweizer Unihockeyspielerin, die beim Nationalliga-A-Verein UHC Laupen unter Vertrag steht.

## Karriere

### Verein
Hofmann entstammt dem Nachwuchs des UHC Laupen und wechselte 2013 in den Nachwuchs des UHC Dietlikon, spielte aber mit einer Doppellizenz für den UHC Laupen. Bei den Jets absolvierte sie eine Saison in der U21-Mannschaft. Nach einer Saison stieg der UHC Laupen mit der U21-Mannschaft in die höchste Stärkeklasse auf. Daraufhin wechselte sie definitiv zurück zum UHC Laupen. Am 15. März 2021 verkündete der UHC Laupen die Vertragsverlängerung mit dem Captain der ersten Mannschaft.

### Nationalmannschaft
2013 wurde Hofmann erstmals für die Schweizer U19-Nationalmannschaft aufgeboten. An der Weltmeisterschaft 2014 erreichte sie mit der Schweiz den vierten Schlussrang.